# Ira Schulman
Ira G. Schulman (* 1. Dezember 1926 in Chicago, Illinois; † 20. Juli 2008) war ein US-amerikanischer Jazz-Musiker (Klarinette, Flöte, Tenorsaxophon) und Musikpädagoge.

## Leben und Wirken
Schulman begann als Jugendlicher zunächst auf einer Klarinette zu spielen, die er zur Bar Mitzwah geschenkt bekam. Ende der 1940er Jahre begann er, in der Chicagoer Jazz aufzutreten und arbeitete in dieser Zeit mit Musikern wie Cy Touff, Hal Russell, Bill Russo, Joe Daley, Kenny Mann, Eddie Baker, Jimmy Gourley und Ira Sullivan. 1958 zog er mit seiner Familie nach Los Angeles, wo er in den Studios der Warner Bros. als Sessionmusiker tätig war; dabei arbeitete er bei Fernsehproduktionen mit Bob Crosby, Onzy Mathews und Gerald Wilson. Er spielte daneben auch in den Bigbands von Woody Herman, Charlie Spivak und Boyd Raeburn.
Später ging er als Mitglied der Don Ellis Jazz Band auf Tour und wirkte an dessen Aufnahmen für Pacific Jazz und Columbia mit; außerdem nahm er mit Dave MacKay für Impulse auf (Rainbows). In den 70ern bildete Schulman zwei eigene Formationen, das Baroque/Jazz Ensemble und die Band Four Winds, mit denen er von Schülern und Studenten Jazzgeschichte vorstellte und in Programmen der Young Audiences Foundation, Performing Tree und dem Inner City Cultural Awareness Program auftrat. 1998 wurde Ira Schulman für seine musikpädagogische Arbeit mit dem Professional Artists in Schools Award ausgezeichnet. Mit einem weiteren von ihm gegründeten Ensemble namens The Storytellers verband er Musik, Tanz und Literatur und trat in Schulen im Raum Los Angeles auf. Daneben arbeitete er als Privatlehrer für Flöte, Klarinette und Saxophon.

## Diskographische Hinweise
- Chicago Scene – Ira Schulman, Sandy Moose & Eddie Baker (Argo, um 1957)
- Ira Schulman & The 4 Winds: Blowin With The Wind (mit Charles Owens)
- Dave Mackay and Vicky Hamilton (Impulse, 1969)
- Don Ellis – Electric Bath (Candid 1968)